# Čabraď (hrad)
Hrad Čabraď (též hrad Litava, hrad Litva či hrad Lietava, maďarsky Csábrág vára) stojí v Krupinské planině asi osm kilometrů od hradu Bzovík, nad obcí Čabradský Vrbovok. Zřícenina stojí na území přírodní rezervace Čabraď.

## Historie

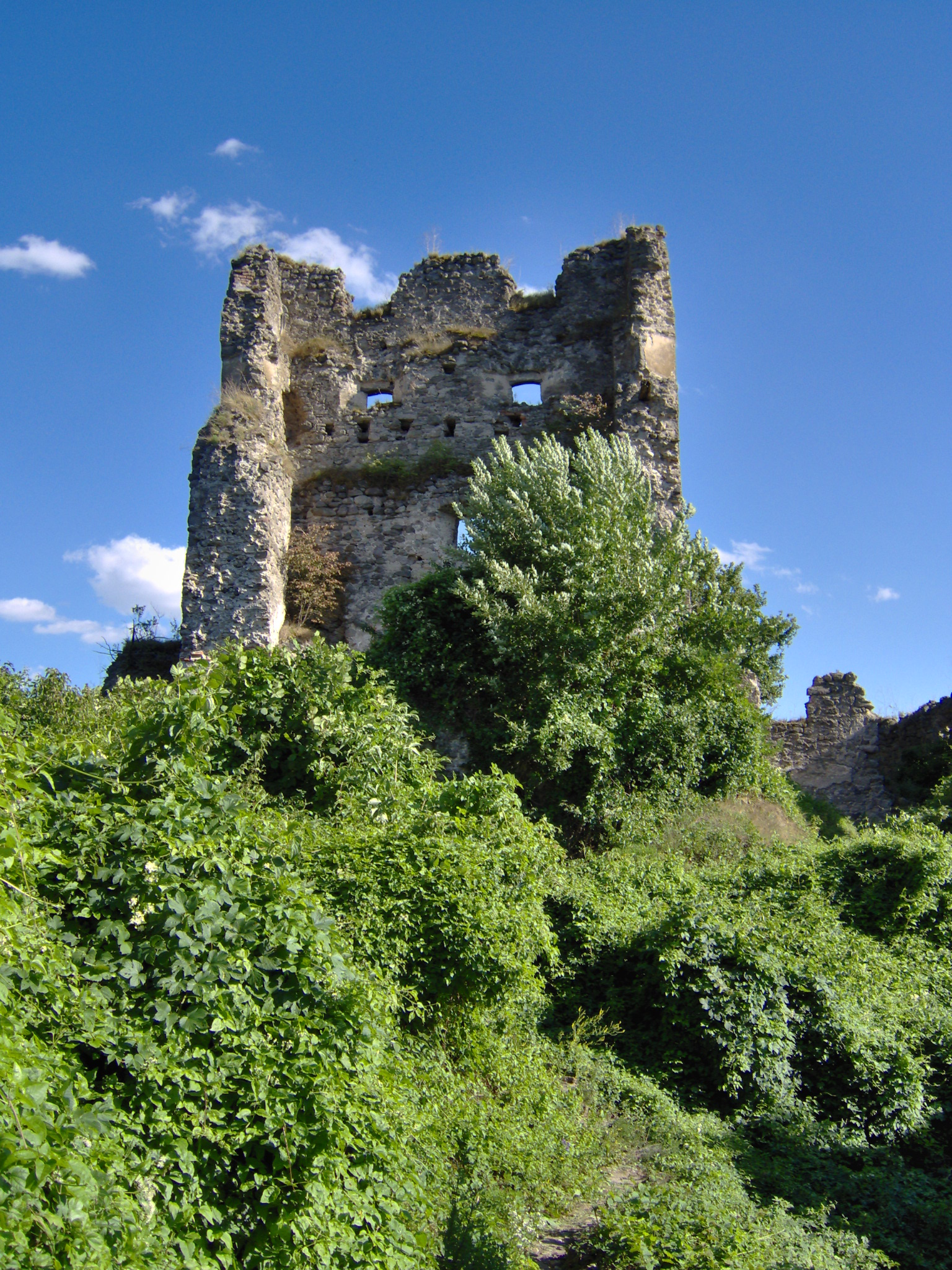
Hrad Čabraď

Hrad byl vystavěn ve 13. století na skalisku nad říčkou Litavou, přesný rok však není znám. Jeho funkcí bylo střežit obchodní báňskou cestu do báňských měst na středním Slovensku. O několik kilometrů dál se nacházel hrad stejného jména, který ale zcela zanikl. Ve starých písemných pramenech se hrad Čabraď objevuje jako Haradnuk, castrum Lutya, castrum Lyta či castrum Chabrad. Od začátku své existence byl předmětem řady majetkových sporů. 
Na začátku 14. století se jej zmocnil Matúš Čák Trenčanský. Po jeho smrti roku 1318 nebyl vrácen původním majitelům Huntům, ale dostal se do vlastnictví uherského krále. Roku 1335 se novými majiteli stali synové Vavřince z Dobrakuty. Ti se brzy dostali do sporu s klášterem na Bzovíku. Vyvrcholení sporu přinesla smrt bzovického probošta a jeho sluhů, po niž byl hrad Čabraď i s blízkým stejnojmenným hradem majitelům zkonfiskován. 
V 15. století byl hrad obsazen Janem Jiskrou z Brandýsa, který si z něj vytvořil předsunutý opěrný bod. Druhý hrad je v této době již označován jako pustý. V roce 1462 se v písemných pramenech poprvé objevuje název Čabraď. V dalších letech se zde vystřídal celá řada majitelů. 
V 16. století se novým majitelem stal Jan Kružić z Lupoglavy, který jej rozšířil a opevnil. Bylo postaveno vnější opevnění s bastiony pro dělostřelce, takže se dokázalo ubránit útokům Turků. V roce 1622 mění hrad majitele znovu, tentokrát se jím stal Peter Koháry. V držení Koháryů zůstal do roku 1812, kdy jej majitel zapálil. Během stavovských povstání byl hrad několikrát dobyt, poškozen byl však až na konci povstání, kdy jej dobyli a poškodili Rákocziho kuruci. Císařská vojska jej získala až po těžkých bojích a pomocí lstí. V současné době je hrad částečně zakonzervován a pečuje o něj občanské sdružení Rondel.

## Přístup
Pro turisty je hrad přístupný po modré turistické značce od jihu z Hrušova. Ze severu vede cesta od obce Čabradský Vrbovok údolím Konštianského potoka.